# Pietro Giovanni Guarneri
Pietro Giovanni Guarneri, noto come Pietro da Mantova (Cremona, 18 febbraio 1655 – Mantova, 26 marzo 1720) è stato un artigiano, liutaio e musicista italiano.

## Biografia
Figlio primogenito di Andrea Guarneri (1623-1698), costruttore di strumenti musicali, e di Anna Maria Orcelli, fratello di Giuseppe, di altri due fratelli e di quattro sorelle.
Gli strumenti realizzati dal padre Andrea risultarono influenzati nello stile sia dal suo maestro Nicola Amati sia da Antonio Stradivari e soprattutto le viole e i violoncelli raggiunsero una buona qualità. 
Guarneri si avvicinò all'artigianato seguendo gli insegnamenti del padre con cui lavorò dal 1670 al 1680. Anche se in questo periodo, a differenza del fratello minore Giuseppe, non usò mai la sua etichetta per firmare le sue opere, alcuni strumenti prodotti dalla bottega del padre si caratterizzarono per la sua personalità e per le sue idee artigianali.
Nel 1677 Guarneri sposò Caterina Sassagni, con cui ebbe un figlio l'anno successivo, che dovrebbe essere morto infante. Abbandonò Cremona per spostarsi a Mantova dove risulta residente con certezza nel 1685 quando presentò al Duca la supplica per essere aggregato ai musicisti di corte come suonatore di viola e di violino, che fu accolta.
Da Caterina, Pietro ebbe a Mantova almeno altri tre figli, l'ultimo nel 1693, quando la moglie morì dopo il parto e fu sepolta il 14 settembre nella basilica di S. Andrea. Il 25 novembre 1693 si risposò nella cattedrale di Mantova con Lucia Guidi-Burani, nativa di Guastalla. Dalle due mogli Pietro ebbe complessivamente almeno 21 figli, molti dei quali morti prematuramente. Nel 1718 risiedevano ancora in casa soltanto due figlie, Anna Caterina e Isabella Clara. Alcune figlie si erano fatte religiose e anche i due figli maschi superstiti entrarono nella congregazione dei frati minimi di S. Francesco di Paola (Paolotti) e risiedevano nel convento di Mantova, nella cui chiesa Pietro fu sepolto dopo la sua morte giunta il 26 marzo 1720.
Dal 1685 Pietro produsse i primi violini firmati con il suo nome con l'etichetta Petrus Guarneri filius Andrea cremonese fecit Mantuae sub tit. Sancta Theresia.
Si staccò dalle forme del padre e i suoi strumenti si caratterizzarono per la larghezza dei suoi piani armonici, per la personalizzazione della voluta, per la qualità della vernice, per la variabilità dei colori, per la bellezza del legno e del suono, in linea con lo stile di Stradivari. Nel 1692 ottenne per decreto ducale il monopolio della vendita delle corde armoniche in tutto il ducato.
Oltre ad essere un valente liutaio, si dimostrò anche valido musicista. Nel 1690 fu nominato dal Duca "maestro di violini" dell'orchestra della corte mantovana, riconfermato nel 1692.
I suoi strumenti sono molto apprezzati, anche se abbastanza rari, e non si ritiene che esistano più di cinquanta dei suoi violini.
I suoi violini sono stati suonati nel XX secolo da musicisti come Joseph Szigeti.